# رامون فلوريس (بواق)
رامون فلوريس (بالإسبانية: Ramón Flores)‏ هو بواق مكسيكي، ولد في 1989 في مازاتلان في المكسيك.

## وصلات خارجية
- الموقع الرسمي
- رامون فلوريس على موقع IMDb (الإنجليزية)
- رامون فلوريس على موقع ميوزك برينز (الإنجليزية)
- رامون فلوريس على موقع أول ميوزيك (الإنجليزية)
- رامون فلوريس على موقع ديسكوغز (الإنجليزية)